# Alessandro Furnari
Alessandro Furnari (Taranto, 27 luglio 1976) è un politico italiano.

## Biografia
Alle elezioni politiche del 2013 viene eletto deputato della XVII legislatura della Repubblica Italiana nella circoscrizione XXI Puglia con il Movimento 5 Stelle.
Il 6 giugno 2013 è passato al Gruppo misto assieme a Vincenza Labriola.